# Mistrovství světa v ledním hokeji 2009 (Divize III)
Mistrovství světa v ledním hokeji 2009 divize III proběhlo od 10. do 16. dubna 2009 v novozélandském městě Dunedin. Dva nejlepší týmy postoupily na Mistrovství světa v ledním hokeji 2010 (Divize II). Účastnit se měl i tým Mongolska, ale na poslední chvíli odřekl účast, a tak byly všechny jeho zápasy kontumovány.

## Tabulka
| Tým         | Z             | V             | VP            | PP            | P             | GV            | GI            | +/-           | B             |
| ----------- | ------------- | ------------- | ------------- | ------------- | ------------- | ------------- | ------------- | ------------- | ------------- |
| Nový Zéland | 5             | 4             | 1             | 0             | 0             | 32            | 7             | 25            | 14            |
| Turecko     | 5             | 4             | 0             | 0             | 1             | 28            | 14            | 14            | 12            |
| Lucembursko | 5             | 3             | 0             | 0             | 2             | 26            | 18            | 8             | 9             |
| Řecko       | 5             | 2             | 0             | 1             | 2             | 18            | 21            | -3            | 7             |
| Irsko       | 5             | 1             | 0             | 0             | 4             | 12            | 31            | -19           | 3             |
| Mongolsko   | Odřeklo účast | Odřeklo účast | Odřeklo účast | Odřeklo účast | Odřeklo účast | Odřeklo účast | Odřeklo účast | Odřeklo účast | Odřeklo účast |

Týmy  Nový Zéland a  Turecko postoupily do 2. divize na Mistrovství světa v ledním hokeji 2010 (Divize II.).
| Datum     | Tým         | Výsledek                                       | Tým         |
| --------- | ----------- | ---------------------------------------------- | ----------- |
| 10.4.2009 | Mongolsko   | 0 - 5 (Kontumačně)                             | Turecko     |
| 10.4.2009 | Irsko       | 3 - 7 ( 0 - 2 , 1 - 2 , 2 - 3 ) Report         | Řecko       |
| 10.4.2009 | Lucembursko | 2 - 6 ( 1 - 1 , 1 - 2 , 0 - 3 ) Report         | Nový Zéland |
| 11.4.2009 | Řecko       | 5 - 0 (Kontumačně)                             | Mongolsko   |
| 11.4.2009 | Irsko       | 3 - 8 ( 2 - 2 , 0 - 5 , 1 - 1 ) Report         | Lucembursko |
| 11.4.2009 | Nový Zéland | 8 - 2 ( 2 - 1 , 4 - 1 , 2 - 0 ) Report         | Turecko     |
| 13.4.2009 | Irsko       | 5 - 0 (Kontumačně)                             | Mongolsko   |
| 13.4.2009 | Lucembursko | 4 - 7 ( 0 - 1 , 1 - 4 , 3 - 2 ) Report         | Turecko     |
| 13.4.2009 | Nový Zéland | 4 - 3 ( 0 - 2 , 2 - 0 , 1 - 1 , 1 - 0 ) Report | Řecko       |
| 15.4.2009 | Řecko       | 2 - 7 ( 0 - 3 , 0 - 2 , 2 - 2 ) Report         | Lucembursko |
| 15.4.2009 | Turecko     | 7 - 1 ( 3 - 0 , 2 - 0 , 2 - 1 ) Report         | Irsko       |
| 15.4.2009 | Mongolsko   | 0 - 5 (Kontumačně)                             | Nový Zéland |
| 16.4.2009 | Turecko     | 7 - 1 ( 1 - 1 , 0 - 0 , 6 - 0 ) Report         | Řecko       |
| 16.4.2009 | Lucembursko | 5 - 0 (Kontumačně)                             | Mongolsko   |
| 16.4.2009 | Nový Zéland | 9 - 0 ( 1 - 0 , 3 - 0 , 5 - 0 ) Report         | Irsko       |